# Обстріли Дружбівської міської громади
Обстріли Дружбівської міської територіальної громади — серія обстрілів та авіаударів російськими військами території міста Дружба та населених пунктів Дружбівської міської громади Шосткинського району (колишнього Середино-Будського району) Сумської області в ході повномасштабного російського вторгнення в Україну.
Наказом Міністерства з питань реінтеграції тимчасово окупованих територій України територія громади з 21 липня 2022 року була внесена до оновленого переліку територій України, де тривають бойові дії, або які перебувають в окупації російських військ. Жителям громади, зареєстрованим як внутрішньо переміщені особи (ВПО), здійснюватимуться виплати.

## 2022

### 13 липня
Опівдні росіяни обстріляли села Дружбівської та Середино-Будської громад з реактивних систем залпового вогню. Було 20 прильотів. За годину — ще 20 прильотів. Постраждалих та руйнувань не було, — повідомили у Сумській військовій адміністрації.

### 14 липня
Під російським вогнем перебувало село Дорошівка. Загалом нарахували 60 влучань. Про це повідомили у Telegram-каналі Поліції Сумської області. Також обстріли підтвердили на сторінці у Facebook Східного регіонального управлінні ДПСУ. За даними фактами відкриті кримінально провадження за ст. 438 Кримінального кодексу України «Порушення законів та звичаїв війни». Поліція документує наслідки обстрілів. Унаслідок обстрілів жертв не було.

### 29 листопада
Зі ствольної артилерії росіяни обстріляли Дружбівську громаду. Зафіксовано  13 “прильотів”. Був пошкоджений об‘єкт критичної інфраструктури та електромережі. У м. Дружба, с. Чуйківка та с. Дорошівка Дружбівської громади відсутнє електропостачання

## 2023

### 16 січня
По Дружбівській громаді росіяни ударили з мінометів, 9 прильотів

### 5 лютого
У Дружбівській громаді з 13.40 зафіксовано близько 12 одиничних автоматних черг в напрямку одного із сіл громади.

### 24 червня
По території Дружбівської громади війська РФ били з мінометів (4 вибухи) і РСЗВ (8 вибухів).

### 22 серпня
На територію Дружбівської громади росіяни скинули чотири міни. Також здійснили обстріл із АГС

### 11 жовтня
Внаслідок одного з обстрілів із ракетних систем залпового вогню Дружбівської громади поранення отримала жінка 1955р.н., її госпіталізовано до лікувального закладу

### 16 листопада
На територію Дружбівської громади росіяни скинули 20 мін. Також здійснено  артилерійський обстріл із САУ, 26 вибухів

### 10 грудня
У ніч проти 10 грудня росіяни атакували Сумську область. Тут зафіксовано п'ять обстрілів та 14 вибухів. Під ударом перебували населені пункти Краснопільської, Зноб-Новгородської, Середино-Будської, Дружбівської громад. Росіяни атакували з мінометів, РСЗВ, скидали вибухівку з безпілотників

### 11 грудня
На територію Дружбівської громади росіяни скинули дві міни.

## 2024

### 4 січня
Дружбівську громаду росіяни обстрілювали з артилерії (зафіксовано два вибухи)

### 24 січня
Зранку росіяни здійснили мінометний обстріл Дружбівської громади. Зафіксовано 3 вибухи.

### 10 лютого
«Сьогодні, 10 лютого об 11 годині 10 хвилин росіяни скинули 4 керованих авіаційних бомби на територію Дружбівської територіальної громади Шосткинського району Сумщини. Пошкоджено житлові будинки, приміщення пожежної частини та одного з підприємств», – йдеться у дописі
"Внаслідок обстрілу Дружбівської громади пошкоджено 10 багатоквартирних житлових будинків, 2 приватні житлові будинки, приміщення залізничного вокзалу, столярна майстерня, кузня, будівля автотранспортних гаражів, цех дефектоскопії, мостового цеху, комора, гуртожиток залізничної станції, будівля державного пожежно-рятувального посту"-повідомили в Нацполіції Сумщини

### 26 лютого
У Дружбівській громаді зафіксовано мінометний обстріл (10 вибухів) та пуск ракет НАР з гвинтокрила (7 вибухів).

### 20 березня
Ворог гатив по Дружбівській, Свеській та Есманьській громадах із мінометів.

### 4 травня
Дружбівська громада: ворог бив з РСЗВ (21 вибух).

### 13 травня
У місті  Дружба внаслідок обстрілів із РСЗВ пошкоджені житлові будинки. Там вибиті вікна, ушкоджені дахи, а також в деяких подвірʼях загорілися господарські приміщення.
Крім цього, російські війська  обстріляли місцеві магазини та об'єкт критичної інфраструктури. Зафіксовано 17 вибухів  з РСЗВ, 3 вибухи з мінометів, 14 вибухів зі ствольної артилерії.

### 14 травня
Здійснено обстріл з РСЗВ (7 вибухів) та ствольної артилерії (17 вибухів) Внаслідок обстрілу з РСЗВ поранення отримав місцевий мешканець).

### 15 травня
росіяни били по території громади зі ствольної артилерії. Зафіксовано 4 вибухи.

### 16 травня
"Протягом дня росіяни здійснили 32 обстріли прикордонних територій та населених пунктів Сумської області. Зафіксовано 166 вибухів. Обстрілу зазнали Білопільська, Краснопільська, Великописарівська, Новослобідська, Глухівська, Есманська, Шалигинська, Дружбівська, Середино-Будська, Зноб-Новгородська громади", - ідеться в повідомленні Сумської ОВА.

### 23 травня
Ворог вдарив по громаді з РСЗВ «Град» (5 вибухів).

### 29 травня
росіяни вдарили по   громаді з РСЗВ (11 вибухів).

### 13 червня
Окупанти за добу обстріляли п'ять прикордонних громад Сумської області, використали артилерію, міномети та кулемет, повідомила Сумська обласна військова адміністрація станом на 21.00 четверга. Як зазначається у повідомленні: "Протягом дня росіяни здійснили 11 обстрілів прикордонних територій та населених пунктів Сумської області. Зафіксовано 42 вибухи. Обстрілів зазнали Хотінська, Юнаківська, Миропільська, Краснопільська, Дружбівська громади".

### 3 липня
Ворог вдарив по громаді з мінометів (3 вибухи) та наніс удар 2 FPV дронами (2 вибухи).

### 7 липня
Зафіксовано мінометний обстріл (3 вибухи).

### 14 липня
росіяни вдарили по громаді з мінометів (14 вибухів).

### 16 липня
33 міни скинули росіяни на територію громади. Також був артобстріл (1 вибух).

### 17 липня
росіяни вдарили по громаді з артилерії (3 вибухи). На автодорозі «Суми-Путивль-Глухів» ворог здійснив обстріл з використанням FPV-дрону (1 вибух). Унаслідок обстрілу отримала поранення цивільна особа.

### 21 липня
Був обстріл громади з використанням 2 FPV-дронів (2 вибухи).

### 23 липня
Був обстріл з кулемету та з РПГ (4 вибухи).

### 25 липня
Був мінометний обстріл громади. Зафіксовано 2 вибухи.

### 3 серпня
Ворог бив по терені громади з артилерії (5 вибухів).

### 4 серпня
Ворог бив по громаді з артилерії. Зафіковано 4 вибухи.

### 14 серпня
2 міни скинули росіяни на територію громади.

### 16 серпня
росіяни вдарили по громаді з артилерії (3 вибухи).

### 17 серпня
росіяни били по громаді з артилерії (6 вибухів). Внаслідок обстрілу поранення отримала 8-річна дитина.

### 18 серпня
По громаді зафіксовано удари FPV дронами (7 вибухів).

### 19 серпня
Здійснено обстріл громади FPV-дроном (1 вибух).

### 20 серпня
Ворог бив по громаді з артилерії (4 вибухи), мінометів (12 вибухів) та FPV-дронами (7 вибухів).

### 21 серпня
Здійснено обстріли FPV-дронами (19 вибухів) та артобстріл (1 вибух), унаслідок чого отримала поранення 1 цивільна особа. Зафіксовано авіаудар КАБ (2 вибухи).

### 22 серпня
Здійснено авіаудар КАБ (2 вибухи).

### 24 серпня
По громаді були авіаудари (КАБ) (4 вибухи).

### 25 серпня
Здійснено авіаудари (КАБ) (7 вибухів).

### 26 серпня
Здійснено атаку FPV-дроном (1 вибух).

### 28 серпня
Зафіксовано удар FPV -дроном (2 вибухи).

### 29 серпня
росіяни били по громаді з артилерії (5 вибухів), мінометів (2 вибухи), здійснили удар FPV - дроном (8 вибухів).

### 30 серпня
росіяни обстріляли громаду з артилерії (12 вибухів), вдарили FPV- дроном (1 вибух).